# Фокс, Мэттью
Мэттью Чендлер Фокс (англ. Matthew Chandler Fox; род. 14 июля 1966, Абингтон, Пенсильвания, США) — американский актёр кино и телевидения, получивший широкую известность благодаря роли Джека Шепарда в телесериале «Остаться в живых» (2004—2010), а также роли Чарли Сэлинджера в молодёжном сериале «Нас пятеро» (1994—2000).

## Ранние годы
Мэттью Фокс родился в Абингтоне, штат Пенсильвания. Он имеет итальянское, английское и ирландское происхождение со стороны матери и отца. Через некоторое время его семья переехала в Кроухарт, штат Вайоминг. Там он с родителями и братьями жил на ферме, разводил лошадей, крупный рогатый скот, выращивал ячмень для пива марки «Coors».
После окончания школы Мэттью поступил в академию Deerfield в Массачусетсе, а позже перевёлся в Колумбийский университет, где изучал экономику и играл в футбольной команде. Там Фокс познакомился с девушкой, чья мать работала модельным агентом и посоветовала ему попробовать себя в рекламе. Он попробовал и оставил экономику ради актёрской игры. Мэтью учился актёрскому мастерству в течение двух лет в Нью-Йоркской консерватории драматического искусства (бывшая Школа кино и телевидения). Два года проучившись в школе кино и телевидения в Нью-Йорке, Мэттью перебрался в Лос-Анджелес.

## Карьера

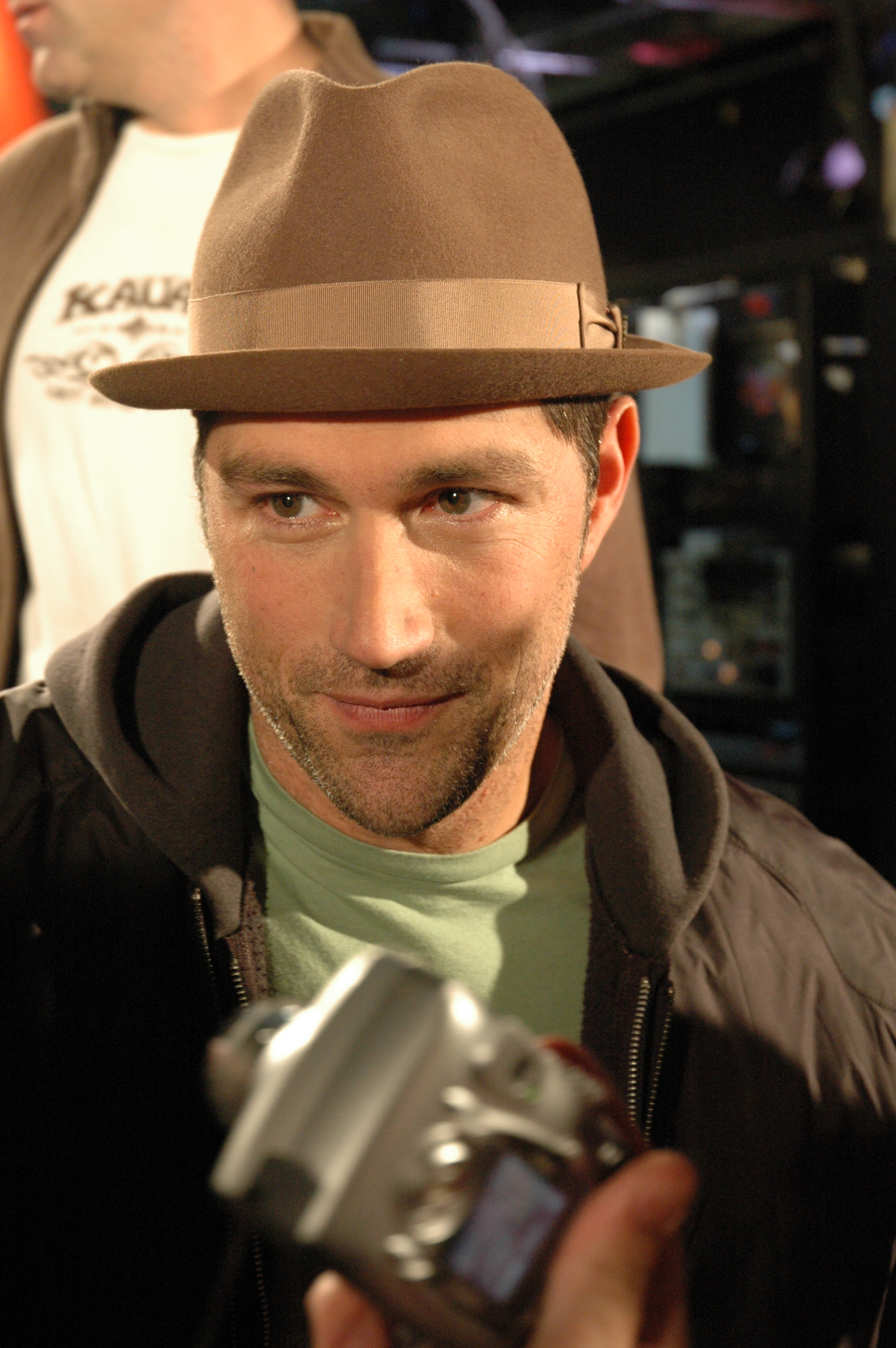
Фокс в 2006 году

После окончания Колумбийского университета в качестве дополнительной работы начал выступать как фотомодель, а в 1992 году дебютировал на телеэкране в эпизоде сериала «Крылья». Роль в фильме «Парень с того света» принесла ему некоторую известность, но широкую популярность Фокс получил благодаря ролям в сериалах «Нас пятеро» (1994—2000) и «Говорящий с призраками».
После этих двух успешных сериалов, Фокс два года снимался в основном в ролях второго плана, пока в 2004 году не пошёл на пробы на одну из главных ролей в сериале «Остаться в живых», в котором он снимался до его закрытия в 2010 году.  Первоначально он пробовался на роль Сойера, но в итоге получил роль доктора Джека Шепарда. Роль Шепарда предлагали Майклу Китону, но он отклонил её по причине «слишком скорой гибели героя» в первоначальном варианте сценария. После запуска производства сериала персонажа Мэттью Фокса было решено сделать одним из главных героев сериала.
В 2006 году он снялся вместе с Мэттью Макконахи в спортивной драме «Мы — одна команда». Он также сыграл небольшую роль в боевике «Козырные тузы» и в триллере 2008 года «Точка обстрела». В мае 2008 года Фокс снялся в роли гонщика Икс в фильме Спиди-гонщик. В 2011 году он играл в спектакле «В лесу, тёмном и глубоком» в лондонском Вест-Энде.
В 2012 году Фокс сыграл главную роль в фильме «Я, Алекс Кросс», однако фильм провалился в прокате. В 2013 году он сыграл эпизодическую роль в фильме «Война миров Z». В 2015 году Фокс сыграл роль второго плана в фильме «Добро пожаловать в Гармонию».

## Личная жизнь
С 1992 года женат на итальянке Маргарите Рончи, с которой познакомился будучи студентом, у них двое детей — дочь Кайли Эллисон (род. 1998) и сын Байрон (род. 2001).
На время съёмок сериала «Остаться в живых» Мэттью вместе с женой и детьми переехал жить на остров Оаху, Гавайи. На данный момент актёр покинул шоу-бизнес и вместе с семьёй живёт в Италии.

### Скандалы
В августе 2011 года Мэттью Фокс был задержан полицией Кливленда, штат Огайо. Сообщалось, что актёр избил водителя автобуса женщину по имени Хизер Борманн. В автобусе проходила частная вечеринка, на которую актёр не был приглашен. По словам потерпевшей, после того как женщина отказала актёру в пропуске, пьяный Фокс ударил её в живот и грудь, на что она ответила тем же — ударила Фокса в челюсть. Через несколько часов после задержания актёра отпустили под залог. В 2012 году Мэттью был оправдан и дело было прекращено.

## Фильмография

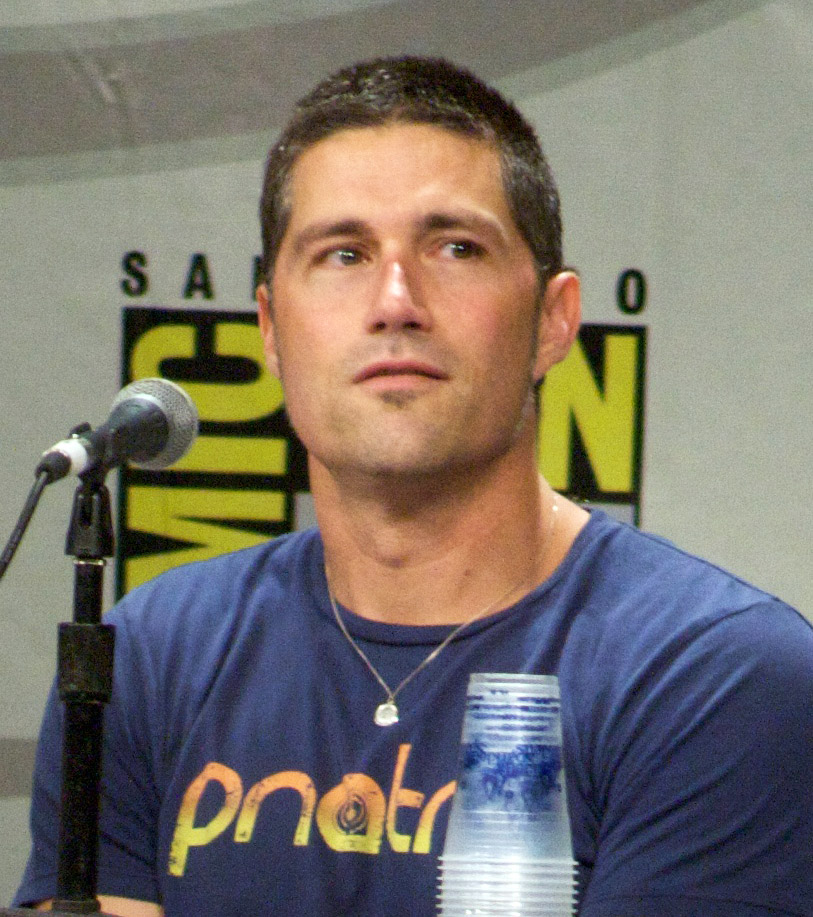
Мэттью Фокс на Comic-Con 2008 в Сан-Диего

| Год       |     | Русское название                       | Оригинальное название     | Роль                                     |
| --------- | --- | -------------------------------------- | ------------------------- | ---------------------------------------- |
| 1992      | с   | Крылья                                 | Wings                     | Тай Уорнер                               |
| 1992      | с   | —                                      | Freshman Dorm             | Дэнни Фоули                              |
| 1993      | ф   | Мой парень воскрес                     | My Boyfriend’s Back       | Бак Ван Паттен                           |
| 1993      | с   | —                                      | CBS Schoolbreak Special   | Чарли Диверс                             |
| 1994—2000 | с   | Нас пятеро                             | Party of Five             | Чарли Сэлинджер                          |
| 1995      | с   | Безумное телевидение                   | MADtv                     | Чарли Сэлинджер                          |
| 1999      | тф  | Под маской                             | Behind the Mask           | Джеймс Джонс                             |
| 2002      | с   | Говорящий с призраками                 | Haunted                   | Фрэнк Тейлор                             |
| 2003      | кор | —                                      | A Token for Your Thoughts | рок-звезда                               |
| 2004—2010 | с   | Остаться в живых                       | Lost                      | Джек Шепард                              |
| 2006      | с   | Субботним вечером в прямом эфире       | Saturday Night Live       | Брэд                                     |
| 2006      | ф   | Мы — одна команда                      | We Are Marshall           | Рэд Доусон                               |
| 2007      | ф   | Козырные тузы                          | Smokin' Aces              | начальник службы безопасности отеля Билл |
| 2007—2008 | с   | Остаться в живых: Недостающие элементы | Lost: Missing Pieces      | Джек Шепард                              |
| 2008      | ф   | Точка обстрела                         | Vantage Point             | Кент Тейлор                              |
| 2008      | ф   | Спиди-гонщик                           | Speed Racer               | Гонщик Икс                               |
| 2012      | ф   | Я, Алекс Кросс                         | I, Alex Cross             | Мэттью «Мясник» Салливан / «Пикассо»     |
| 2012      | ф   | Император                              | Emperor                   | генерал Боннер Феллерс                   |
| 2013      | ф   | Война миров Z                          | World War Z               | парашютист                               |
| 2015      | ф   | Костяной томагавк                      | Bone Tomahawk             | Джон Брудер                              |
| 2015      | ф   | Вымирание                              | Extinction                | Патрик Торнтон                           |
| 2022      | с   | Последний свет                         | Last Light                | Энди Йейтс                               |